# Claes Henrik Grönhagen
Claes Henrik Grönhagen, född 12 januari 1643 i Verden, död 23 februari 1712 i Stockholm, var en svensk lagman

## Biografi
Claes Henrik Grönhagen föddes 1643 i Verden. Han var son till kyrkoherden Teodorus Grönhagen i Verden och Debora von Lohman. Han flyttade 1668 till Sverige och blev 26 juni 1673 kommissarie i kammarrevisionen, tillträde 26 februari 1674. Grönhagen blev 14 februari 1676 assessor vid kammarrevisionen och adaldes 20 april 1678 till Grönhagen, introducerades 1680 i Sveriges riddarhus som nummer 929. Han blev 1680 ledamot av Bremiska kommissionen och 29 juli 1697 lagman i Norrfinne lagsaga. Grönhagen blev 30 oktober 1711 lagman i Gotlands lagsaga. Han avled 1712 i Stockholm och begravdes i en egen grav i Klara kyrka.

### Familj
Grönhagen gifte sig 9 februari 1677 med Maria Hedelia (1660–1700), dotter till rådmannen och handelsmannen Johan Andersson i Hedemora och Maria Bartels. De fick tillsammans barnen Maria Grönhagen (1678–1709) som var gift med hovrättsrådet, friherre Olaus Thegner, friherre Johan Didrik Grönhagen (1681–1738), ryttmästaren Vilhelm Grönhagen (1682–1711), Christina Grönhagen (1686–1750), Debora Grönhagen (1689–1762) som var gift med hovmarskalken, friherre Axel Lindhielm, kaptenen Claes Grönhagen (1691–1739), majoren Gustaf Grönhagen (1693–1741), Carl Grönhagen (1696–1710), en son (1696–1696), kaptenen Fredrik Grönhagen (1698–1770) och en dotter.